# Jura Mowsisjan
Jura Mowsisjan (orm. Յուրա Մովսիսյան, ur. 2 sierpnia 1987 w Baku, ZSRR) – ormiański piłkarz grający na pozycji napastnika.

## Życiorys
Mowsisjan urodził się w Azerbejdżanie w rodzinie pochodzenia ormiańskiego. Na przełomie 2001 i 2002 roku wyjechał z rodzicami do Stanów Zjednoczonych. Mieszkał w okolicach Los Angeles i uczęszczał do szkoły wyższej Pasadena High School. Grał też w uniwersyteckiej drużynie Pasadena Lancers.

### Kariera klubowa
W 2006 roku Mowsisjan został wybrany w drafcie Major League Soccer do drużyny Kansas City Wizards. W rozgrywkach Major League Soccer zadebiutował 13 maja 2006 w przegranym 1:2 wyjazdowym meczu z D.C. United. W Kansas City grał do połowy 2007 roku.
Kolejnym klubem w karierze Mowsisjana był Real Salt Lake. Swój debiut w nowym zespole zanotował 20 września 2007 w domowym meczu z Los Angeles Galaxy, w którym padł remis 2:2. W 2009 roku wywalczył z Real Salt Lake MLS Cup. Grał w wygranym jego finale z Los Angeles Galaxy (1:1, k. 5:4).
W styczniu 2010 roku Mowsisjan przeszedł do duńskiego klubu Randers FC. W Superligaen zadebiutował 7 marca 2010 w zremisowanym 0:0 wyjazdowym spotkaniu z Esbjergiem. W Randers grał do końca 2010 roku.
W 2011 roku Mowsisjan został sprzedany za 2,5 miliona euro do rosyjskiego klubu FK Krasnodar. W Krasnodarze po raz pierwszy wystąpił 12 marca 2011 w meczu z Anży Machaczkała (0:0). Na początku 2013 roku Ormianin przeszedł do Spartaka Moskwa za kwotę 7,5 miliona euro. 10 marca 2013 w pierwszym meczu ligowym w barwach nowego zespołu zanotował on hat-tricka (3:1 z Terekiem Grozny) W sezonie 2012/2013 został królem strzelców rosyjskiej ligi.
W 2016 roku Mowsisjan został wypożyczony do Real Salt Lake, a w 2017 przeszedł do niego na stałe. W 2018 wypożyczono go do Djurgårdens IF.
W 2018 był zawodnikiem amerykańskiego klubu Chicago Fire.

### Kariera reprezentacyjna
W reprezentacji Armenii Mowsisjan zadebiutował 11 sierpnia 2010 w przegranym 1:3 towarzyskim meczu z Iranem. 8 października 2010 w meczu eliminacji do Euro 2012 ze Słowacją (3:1) strzelił pierwszego gola w kadrze narodowej.

## Statystyki

### Klubowe
Stan na 11 listopada 2019
| Sezon   | Klub                | Kraj              | Rozgrywki           | Mecze | Bramki |
| ------- | ------------------- | ----------------- | ------------------- | ----- | ------ |
| 2006    | Kansas City Wizards | Stany Zjednoczone | MLS                 | 10    | 0      |
| 2007    | Kansas City Wizards | Stany Zjednoczone | MLS                 | 18    | 5      |
| 2007    | Real Salt Lake      | Stany Zjednoczone | MLS                 | 5     | 0      |
| 2008    | Real Salt Lake      | Stany Zjednoczone | MLS                 | 22    | 7      |
| 2009    | Real Salt Lake      | Stany Zjednoczone | MLS                 | 26    | 8      |
| 2009/10 | Randers FC          | Dania             | Superligaen         | 13    | 7      |
| 2010/11 | Randers FC          | Dania             | Superligaen         | 17    | 5      |
| 2011/12 | FK Krasnodar        | Rosja             | Priemjer-Liga       | 37    | 14     |
| 2012/13 | FK Krasnodar        | Rosja             | Priemjer-Liga       | 13    | 9      |
| 2012/13 | Spartak Moskwa      | Rosja             | Priemjer-Liga       | 8     | 4      |
| 2013/14 | Spartak Moskwa      | Rosja             | Priemjer-Liga       | 27    | 16     |
| 2014/15 | Spartak Moskwa      | Rosja             | Priemjer-Liga       | 16    | 2      |
| 2015/16 | Spartak Moskwa      | Rosja             | Priemjer-Liga       | 11    | 3      |
| 2016    | Real Salt Lake      | Stany Zjednoczone | MLS                 | 30    | 9      |
| 2017    | Real Salt Lake      | Stany Zjednoczone | MLS                 | 28    | 7      |
| 2018    | Djurgårdens IF      | Szwecja           | Allsvenskan         | 4     | 0      |
| 2018    | Chicago Fire        | Stany Zjednoczone | Major League Soccer | 4     | 0      |